# Благодійний фонд Миколи Бабака
Благодійна організація «Фонд Миколи Бабака» ― українська благодійна організація, що була створена у 2017 році. Місія фонду ― збереження, презентація та промоція культурної спадщини та сучасного мистецтва України.

## Колекція
Фонд має колекції Народної ікони Середньої Наддніпрянщини 18-20 ст., Народної картини 20 ст., Сільської фотографії Середньої Наддніпрянщини кін.18-20 ст., гончарства, скла, вишитого одягу та текстилю, вжиткових речей та ін. артефактів загальною кількістю більше 15000 одиниць, що були зібрані його засновником ― художником, письменником, громадським діячем Миколою Бабаком.

## Діяльність
Фонд проводить мистецькі виставки, культурні заходи, наукові дослідження, що спрямовані на популяризацію культурної спадщини і сучасного мистецтва України. Організація бере участь у грантових програмах і неодноразово реалізовувала проєкти за підтримки Українського культурного фонду, а також отримувала гранти від Фонду Принца Клауса (Нідерланди) та інших грантодавців.
У 2020 році Фонд підписав угоду про співпрацю з Черкаським художнім музеєм, у межах якої Фонд подарував музею колекцію Народної ікони 19-20 ст., Народної картини 20 ст. та гончарні твори малої пластики сучасних скульпторів. У 2021 році Фонд Миколи Бабака передав до Черкаського художнього музею колекцію сучасного мистецтва України. Свої програмні твори до колекції надали більше 150 митців з усіх регіонів України. Предмети сучасного мистецтва були відібрані експертною радою у складі 21 фахівця, серед яких — провідні мистецтвознавці, куратори, музейні співробітники, науковці та ін.
Після початку російсько-української війни Фонд Миколи Бабака допомагає силам оборони України у співпраці зі своїми партнерами. Фонд постачає військовим індивідуальні аптечки, м'які ноші та евакуаційні стропи.